# August van Württemberg
Frederik August Everhard van Württemberg (Stuttgart, 24 januari 1813 - Zehdenick, 12 januari 1885) was een prins uit het huis Württemberg en een generaal-veldmaarschalk van het Pruisische leger.
Hij was het jongste kind van prins Paul van Württemberg en Catharine Charlotte van Saksen-Hildburghausen.

## Militaire loopbaan
August trad op zestienjarige leeftijd toe tot het Württembergse leger, waar hij in 1831 werd bevorderd tot ritmeester van het eerste ruiterregiment. In datzelfde jaar verleende zijn oom koning Willem I hem toestemming om te dienen in het Pruisische leger. Hier doorliep hij verschillende rangen, voor hij in 1858 werd benoemd tot generaal-commandant van het Pruisische garderegiment. Tijdens de Pruisisch-Oostenrijkse Oorlog van 1866 vocht hij onder bevel van kroonprins Frederik van Pruisen en voerde hij zelf een garderegiment aan. Zijn regiment was betrokken bij de Slag bij Sadová, de veldslag die Pruisen de definitieve overwinning bezorgde in deze oorlog. Koning Wilhelm I van Pruisen onderscheidde prins August hierna met de Pour le Mérite. Tijdens de Frans-Duitse Oorlog van 1870-1871, voerde August een regiment aan dat onder andere vocht tijdens de Slag bij Gravelotte. Later namen August troepen nog deel aan de Slag bij Sedan en het Beleg van Parijs. Voor zijn bijdragen werd hij onderscheiden in beide klassen van het IJzeren Kruis. Toen hij in 1882 als generaal-veldmaarschalk afzwaaide werd hij onderscheiden in de Orde van de Zwarte Adelaar.

## Huwelijk
August huwde op 14 november 1868 morganatisch met Marie Bethge. Het paar kreeg een dochter:
- Catharina Wilhelmine Helene Charlotte Auguste Hedwig von Wardenberg (1865-1938)

## Militaire loopbaan
- Rittmeister: 1 mei 1829
- Major:
- Oberstleutnant: 30 maart 1836
- Oberst: 30 maart 1838
- Generalmajor: 30 maart 1844
- Generalleutnant: 4 april 1850
- General der Kavallerie:
- Generaloberst met de rang van een Generalfeldmarschall: 2 september 1873[1]

## Onderscheidingen
- Pour le Mérite op 3 augustus 1866[1]
  - Eikenloof op 16 juni 1871[1][2]
- IJzeren Kruis 1870, 1e en 2e klasse in 1871
- Ridder in de Orde van de Zwarte Adelaar met Briljanten in 1882
- Orde van Sint-George, 3e klasse op 29 september 1870

Frederik Karel van Pruisen · Frederik III van Pruisen · Eberhard Herwarth von Bittenfeld · Karl Friedrich von Steinmetz · Helmuth von Moltke · Albert van Saksen · Albrecht von Roon · Edwin von Manteuffel · Leonhard von Blumenthal · George van Saksen · Albert van Pruisen · Albrecht van Oostenrijk · Frans Jozef I van Oostenrijk · Alfred von Waldersee · Gottlieb von Haeseler · Wilhelm von Hahnke · Walter von Loë · Arthur van Connaught en Strathearn · Carol I van Roemenië · Max von Bock und Pollach · Alfred von Schlieffen · Colmar von der Goltz · George V van het Verenigd Koninkrijk · Frederik August III van Saksen · Constantijn I van Griekenland · Paul von Hindenburg · Karl von Bülow · Frederik van Oostenrijk · August von Mackensen · Lodewijk III van Beieren · Willem II van Württemberg · Rupprecht van Beieren · Leopold van Beieren · Albrecht van Württemberg · Ferdinand I van Bulgarije · Mehmed V van het Ottomaanse Rijk · Franz Conrad von Hötzendorf · Karel I van Oostenrijk · Hermann von Eichhorn · Remus von Woyrsch · August van Württemberg